# Pascal Tutu
Pour les articles homonymes, voir Tutu (homonymie).
Pascal Tutu Salumu, né le 5 mai 1963 dans la province du Maniema (république démocratique du Congo), est un homme politique kino-congolais.

## Biographie
Plusieurs fois conseiller dans des cabinets ministériels et organismes internationaux et proche collaborateur de l’ancien président de la république Joseph Kabila, il est élu député en 2006, 2011 et 2018 dans la circonscription électorale de Kabambare. Il est ancien gouverneur de la province du Maniema de juin 2010 à décembre 2017. Il a été démis de ces fonctions à la suite d'une motion initiée par Djumaini bin Malisawa. En 2021, la Cour constitutionnelle invalide sa destitution mais ne le rétablit pas.
Membre fondateur du Parti du peuple pour la reconstruction et la démocratie, il occupe le poste de secrétaire exécutif provincial du parti au Maniema. Il est époux et père de 5 enfants.